# آمال (فلم)
آمال هو فيلم مصري عرض عام 1952، بطولة شادية ومحسن سرحان، ومن إخراج يوسف معلوف.

## قصة الفيلم
يتزوج حسين من الراقصة سهير وينجبا آمال، ولكن والد حسين لا يرضى عن هذه الزيجة، وسرعان ما يموت حسين ووالده، وقبل موت حسين يخبر عمه عامر بامر زوجته وابنته. يذهب عامر لسهير، التي تموت، فيأمر المرضعة أن تاتي بآمال إلى فيلته، حيث ياخذها ويقنع ناظر الزراعة عبد الحميد أفندي بأنها ابنة أحد أصدقائه ويطلب منه أن يربيها. تمر الأيام وتكبر آمال وتتعرف على منير، صاحب الأرض التي بجانب أرض عامر، وعندما ترفض آمال الزواج لمجرد الزواج يأخذها عبد الحميد لعامر ليتصرف معها، فيأخذها عامر في منزله ويعاملها كخادمة، ويحاول سامح - ابن عامر - أن يختلي بآمال التي ترفض فيلفق لها سامح أمر سرقة، ويتم إبعادها عن المنزل، لياخذها مستكة - طباخ عامر - إلى منزله. يكتشف كبريت ومستكة أصل آمال، ويبلغا منير، ويواجهون عامر الذي يعترف ولكنه يضللهم بمكان آمال، التي سبق وأن أخذها عامر من منزل مستكة بزعم أنه يحميها لأن البوليس يبحث عنها بخصوص موضوع السرق التي كان ابنه قد لفقها لها. يكتشف منير الخدعة ويرجع لمنزل عامر، الذي كان يحاول أن يخنق آمال بالغاز، ولكنه حبس معها، ويدخل عامر السجن، وتسترد آمال ثروتها وتتزوج من منير.

## طاقم التمثيل
- شادية: (آمال)
- محسن سرحان: (منير بك)
- فريد شوقي: (عامر بك - عم حسين)
- ميمي شكيب: (درية هانم - زوجة عامر بك)
- عبد العزيز أحمد: (عبد الحميد أفندي - ناظر الزراعة)
- منى: (عواطف - ابنة عامر بك)
- محمود شكوكو: (مستكة - طباخ عامر بك)
- محمد كامل: (كبريت - خادم عامر بك)
- صلاح منصور: (سامح - ابن عامر بك)
- محمد السبع: (حسين عبد الرحمن - والد آمال)
- زوزو نبيل: (سهير حسن - أم آمال)
- عفاف شاكر: (مهلبية)
- ثريا فخري: (عزيزة - مرضعة آمال)
- سامية رشدي: (فاطمة - زوجة عبد الحميد أفندي)
- سميرة أحمد: (تفيدة - ابنة عبد الحميد أفندي)
- خيرية أحمد: (ابنة عبد الحميد أفندي)
- زكي إبراهيم: (الطبيب)
- ميمي عزيز: (أم مانولي - السيدة اليونانية)
- عبد الحميد بدوي: (الحاج مصطفى - العمدة)
- عباس الدالي: (إبراهيم)
- إبراهيم الشامي: (طبيب)
- أحمد مختار: (عبد الرحمن باشا - والد حسين)
- جمعة إدريس: (إدريس - البواب)
- أنجلو: (راقص)
- عبد الغني النجدي
- عبد المنعم بسيوني

## فريق العمل
- إخراج: يوسف معلوف
- قصة وسيناريو: هنري بركات
- حوار: يوسف عيسى
- مدير التصوير: مصطفى حسن
- مونتاج: حسنوف
- إنتاج: لوتس فيلم (آسيا داغر)
- توزيع: لوتس فيلم (آسيا داغر)